# Harry Wijnvoord
Harry Wijnvoord (Den Haag, 12 mei 1949) is een voormalige Nederlandse presentator.

## Jeugd en opleiding
Harry Wijnvoord werd geboren als oudste van vier kinderen. In 1964 verhuisde de familie naar Duitsland. Vervolgens volgde hij een opleiding tot pelsbewerker, later een opleiding als hulp voor economisch en belastingconsulent. Hij beëindigde de werkzaamheden in dit beroep, nadat hij zijn vakdiploma had gehaald. Daarna werkte hij vervolgens bij de Griekse vliegtuigmaatschappij Olympic Airlines en bij de rederij North Sea Ferries. Wijnvoord werd uiteindelijk ontdekt door hoofd amusement Jochen Filser van RTL, toen deze op zoek was naar een geschikte presentator voor het nieuwe programma Der Preis ist heiß. Na enkele proefopnamen kreeg hij zijn contract.

## Carrière
Na Der Preis ist heiß presenteerde hij Stars gegen Stars (1997) en het kookprogramma Der Reis ist heiß bij tm3. Bovendien presenteerde hij het nieuwe programma RTL-Shop. Hij ondersteunde talrijke RTL-castings en shows. Ook was hij reclamepartner van Slim-Fast en van 2007 tot 2009 van ab-in-den-urlaub.de. Van 1995 tot 2004 presenteerde hij bij de radiozender Radio F in Neurenberg. In 2004 leende hij zijn stem aan de duivel in Dieter – Der Film. Opzienbarend was zijn deelname aan de RTL-show Ich bin ein Star – Holt mich hier raus!, waarin hij vrijwillig opgaf.
Hij werkte als paarden-veilingmeester en presentator bij de Teleshopping-zenders pearl.tv en MediaSpar TV. Bovendien was hij bij de RadioGroup in Rijnland-Palts bij verschillende lokale zenders werkzaam. Sinds februari 2011 presenteert hij iedere zondag de Harry Wijnvoord Show bij TV Mittelrhein en WWTV. Sinds juni 2015 presenteert hij daar het tv-format Auf den Spuren berühmter Filmklassiker. In 2016 nam hij deel aan de 148e editie van het ARD-quizprogramma Wer weiß denn sowas?.
In september 2016 was hij te zien in de Tele 5-docusoap Old Guys on Tour. Daarin liepen vier voormalige showmasters, waaronder Jörg Draeger, Frederic Meisner, Björn-Hergen Schimpf meerdere dagen over de Jacobsweg. Karl Dall was erbij als reisleider en commentator.

## Privéleven
Wijnvoord woonde in Roth bij Neurenberg tot aan zijn scheiding van zijn eerste echtgenote Marianne (1998), met wie hij een zoon had (geb. 1977). In Roth runde hij ook de bistro Wijnvoord. Bovendien was hij spreker bij de finish bij zowel het in Roth plaatsvindende Ironman Europe, als ook bij de daaropvolgende evenement Challenge Roth. Tegenwoordig woont hij in Senden in het Münsterland.